# Queri (malaltia)
El queri (o ceri, cèrion, quèrion, queri de Cels, quèrion de Cels o tinya queri) és un procés inflamatori agut que és el resultat de la resposta de l'hoste a una infecció per fongs dels fol·licles pilosos del cuir cabellut (ocasionalment la barba) que pot anar acompanyada d'infeccions bacterianes secundàries. Acostuma a aparèixer com a lesions elevades i esponjoses, i normalment es produeix en nens. És una reacció inflamatòria dolorosa amb lesions supuratives profundes al cuir cabellut. Es poden veure fol·licles que descarreguen pus. Pot haver-hi formació de sinus i rarament es produeixen grans semblants a micetomes.
El component inflamatori important el distingeix d'altres formes de tinya del cap (tinea capitis).
Normalment és causada per dermatòfits (infeccions per fongs de la pell que afecten humans i animals) com Trichophyton verrucosum, T. mentagrophytes i Microsporum canis. El tractament són antimicòtics per via oral, com griseofulvina o terbinafina.